# Сартлан
Сартлан е голямо, слабосолено, плитко и безотточно езеро в Азиатската част на Русия, Новосибирска област. С площ от 238 km² е 3-то по големина езеро в Новосибирска област след езерата Чани и Убинско и 51-во по големина в Русия.
Езерото Сартлан е разположено в североизточната част на Барабинската низина (южната част на Западен Сибир), в безотточната област между реките Об и Иртиш в централната част на Новосибирска област, на 110 m н.в. То има форма на удължен от изток-североизток на запад-югозапад овал с дължина 21 km и ширина 15 km. Котловината на езерото има ниски и полегати склонове, постепенно потъващи в него. Дъното е равно, покрито с мощен слой от мека, масленосива тиня, а в близост до бреговете, на дълбочина до 1 – 1,5 m дъното е песъчливо.
За хидроложкия режим на езерото са характерни многогодишни цикли на високо водно ниво с продължителност 30 – 50 години и по-къси периоди от 2 до 22 години на ниско водно ниво. Във връзка с тази цикличност ежегодно се изменя дълбочината, площта и минерализацията на водата. Последните години площта на водното огледало се задържа почти постоянна от 238 km², воден обем около 0,7 km3 и дълбочина от 6 m.
Площта на водосборния басейн на езерото Сартлан е 2020 km2, а подхранването му е основно от топенето на снеговете през пролетта, когато нивото му се покачва с 1,7 m. Основният приток на вода постъпва през месеците май и юни, главно чрез река Карапуз, вливаща се ве него от североизток. Езерото е безотточно, но при високи води от югозападния му край изтича река Сарайка, която след няколко километра се губи.
Сартлан замръзва в края на октомври или началото на ноември, а се размразява в края на април или началото на май. Дебелината на ледената покривка достига до 1,2 m. През лятото температурата на повърхността на водата достига до 19 – 24 °C и поради малката му дълбочина е почти еднаква навсякъде. Максималната зарегистрирана температура на водата е 28,7 °C. Езерото е слабосолено По химичен състав водите му се отнасят към хидрокарбонатно-хлоридно-сулфатния клас на натриевата група с pH 8,8 – 9.
Богато е на различни видове риба. Близо до бреговете му са разположени 6 села: Кармакла (на запад), Таскаево (на север), Маук (на североизток), Малишево (на изток), Петропавловски и Новогребеншчиково (на юг).

## Топографски карти
- Лист от карта N-44.